# Kalájenau
Kalájenau (darí قلعه نو) je město ve stejnojmenném okrese a hlavní město provincie Bádghís na severozápadě Afghánistánu. Počet obyvatel se v roce 2006 odhadoval na 9000, z čehož 80 % tvořili Tádžikové, Hazárové a Ajmakové. Mezi další významné národy v oblasti patřili Paštunové, Balúčové a Uzbeci.
V roce 2015 žilo ve městě 64 125 obyvatel. Město má celkovou rozlohu 3 752 hektarů a nachází se zde 7 125 obydlí. Kalájenau je hlavní město provincie Bádghís.
Kalájenau je provinčním centrem na západě Afghánistánu. Neúrodná půda tvoří 49 % celkové rozlohy města a zastavěná půda pouze 28 %. Ze zastavěné půdy je 60 % obytných.
Nachází se zde malé letiště Kalájenau.
Dne 7. července 2021 zahájil Tálibán útok na město, který skončil porážkou afghánských jednotek. Padlo 69 bojovníků Tálibánu a 23 jich bylo zraněno. Město bylo dobyto Tálibánem 12. srpna 2021, přibližně ve stejnou dobu jako Herát, a stalo se tak třináctým hlavním městem provincie, které bylo dobyto v rámci širší ofenzivy Tálibánu.

## Podnebí
V Kalájenau panuje semiaridní podnebí (podle Köppenovy klasifikace podnebí BSk) s horkými léty a chladnými zimami. Ve městě prší hlavně v zimě.

| Kalájenau – podnebí         | Kalájenau – podnebí | Kalájenau – podnebí | Kalájenau – podnebí | Kalájenau – podnebí | Kalájenau – podnebí | Kalájenau – podnebí | Kalájenau – podnebí | Kalájenau – podnebí | Kalájenau – podnebí | Kalájenau – podnebí | Kalájenau – podnebí | Kalájenau – podnebí | Kalájenau – podnebí |
| Období                      | leden               | únor                | březen              | duben               | květen              | červen              | červenec            | srpen               | září                | říjen               | listopad            | prosinec            | rok                 |
| --------------------------- | ------------------- | ------------------- | ------------------- | ------------------- | ------------------- | ------------------- | ------------------- | ------------------- | ------------------- | ------------------- | ------------------- | ------------------- | ------------------- |
| Nejvyšší teplota [°C]       | 23,2                | 25,4                | 32,7                | 33,5                | 39,1                | 42,5                | 42,8                | 40                  | 37,7                | 35                  | 30,5                | 26,5                | 42,8                |
| Průměrné denní maximum [°C] | 6,3                 | 7,4                 | 14,9                | 21,9                | 29                  | 33,7                | 35,8                | 33,5                | 29                  | 23                  | 16,7                | 10,2                | 21,8                |
| Průměrná teplota [°C]       | 0,1                 | 2,4                 | 3,6                 | 15,1                | 20,8                | 25,8                | 28,2                | 25,3                | 20,5                | 14                  | 8,6                 | 3,9                 | 14,0                |
| Průměrné denní minimum [°C] | −4                  | −2,4                | 2,9                 | 8,9                 | 12                  | 15,8                | 18,2                | 16,1                | 10                  | 5                   | 1,8                 | −0,8                | 7,0                 |
| Nejnižší teplota [°C]       | −27,3               | −26,1               | −10,9               | −9                  | 2,3                 | 6,6                 | 11,2                | 6,3                 | 0,2                 | −7                  | −9,6                | −23,4               | −27,3               |
| Průměrné srážky [mm]        | 63,9                | 77                  | 97,5                | 47,3                | 12,3                | 0                   | 0                   | 0                   | 0,6                 | 6,7                 | 17,9                | 53,4                | 376,6               |
| Zdroj: NOAA (1970-1983)     |                     |                     |                     |                     |                     |                     |                     |                     |                     |                     |                     |                     |                     |